# Kumi Imura
Kumi Imura ([井村空美 Imura Kumi] Erro: {{japonês}}: o texto tem marcação itálica (ajuda)) é uma atriz japonesa. Ficou conhecida por interpretar Rin Sakyou, no tokusatsu Madan Senki Ryukendo.

## Trabalhos na TV
- My Girl (TV Asahi, 2009)
- Muri na Renai (Fuji TV, 2008, ep. 10-11)
- Sasaki Fusai no Jingi Naki Tatakai (TBS, 2008, ep. 6)
- Tengoku to Jigoku (TV Asahi, 2007)
- Torihada (Fuji TV, 2007)
- Kirakira Kenshui (TBS, 2007)
- Madan Senki Ryukendo (TV Aichi, 2006)
- Slow Dance (Fuji TV, 2005)
- Onmyou Shoujo (TV Saitama, 2004)
- Yankee Bokou ni Kaeru (TBS, 2003)

## Filmes
- High Kick Girl (2009)
- Tokyo Friends - The Movie (2006)
- Love Bone (2005)
- Satsujin.net (2004)
- Moonlight Jellyfish (2004)